# Setge d'Arle (510)
El Setge d'Arle de 510 fou un combat entre merovingis i burgundis, que pretenien ocupar la Provença, i el Regne dels Ostrogots.

## Antecedents
El 507, derrotats els visigots a la batalla de Vouillé, els francs i els seus aliats borgonyons van ocupar sense resistència els territoris cap al sud; els francs van entrar a Provença i Septimània i van assetjar a Gesaleic, pretendent al tron visigot, a Narbona i van amenaçar Carcasona, però Teodoric el Gran ho va aturar i va enviar al general Ibba o Ibbas, que es va apoderar de Provença, i després va avançar fins Arle, on Tuluin va aixecar el setge franc.

## El setge
El 510 Teodoric el Gran va tornar a enviar les seves forces contra borgonyons i francs, i Ibbas va derrotar altre cop a Clodoveu I prop d'Arle.

## Conseqüències
Els francs foren expulsats del mediterrani, la Provença esdevingué una província ostrogoda i Teodoric el Gran es veié amb forces per derrocar Gesaleic com a rei visigot, i envià en 510 el general Ibba, que ocupà Barcelona i deposà a Gesalic que va fugir a territori dels vàndals, que el van expulsar. Teodoric va fer retirar després les seves forces del territori visigot; Arle fou declarada capital de la prefectura de les Gàl·lies dins el regne ostrogot, i nomena prefecte a Liberi, que va exercir el càrrec 18 anys. Dels visigots fou de fet el regent fins a la seva mort, quan Amalaric tenia uns 24 anys. Gesaleic va retornar a Aquitània on va poder reunir un exèrcit i el 512 va entrar a la Tarraconense pels passos pirinencs orientals però va ser derrotat per Ibbas a 20 km de Barcelona, va fugir cap al nord, i després de travessar la Narbonense va intentar penetrar a Borgonya, però va ser capturat i mort en travessar el riu Durance, probablement per soldats ostrogots el 514.